# Criterium Asów 1958
VIII Criterium Asów odbył się 12 października 1958. Zwyciężył Mieczysław Połukard.

## Wyniki[1]
- 12 października 1958 (niedziela), Stadion Polonii Bydgoszcz

| Msc. | Zawodnik               | Klub                  | Pkt  |               |  |
| ---- | ---------------------- | --------------------- | ---- | ------------- |  |
| 1    | Mieczysław Połukard    | Polonia Bydgoszcz     | 15   | (brak danych) |  |
| 2    | Stanisław Rurarz       | Śląsk Świętochłowice  | 14   | (brak danych) |  |
| 3    | Marian Kaiser          | Polonia Bydgoszcz     | 12   | (brak danych) |  |
| 4    | Rajmund Świtała        | Polonia Bydgoszcz     | 11   | (brak danych) |  |
| 5    | Konstanty Pociejkowicz | Sparta Wrocław        | 11   | (brak danych) |  |
| 6    | Bolesław Bonin         | Polonia Bydgoszcz     | 10   | (brak danych) |  |
| 7    | Joachim Maj            | Górnik Rybnik         | 8    | (brak danych) |  |
| 8    | Norbert Świtała        | Polonia Bydgoszcz     | 8    | (brak danych) |  |
| 9    | Stefan Kwoczała        | Włókniarz Częstochowa | b.d. | (brak danych) |  |
| 10   | Bronisław Rogal        | Legia Warszawa        | b.d. | (brak danych) |  |
| 11   | Euzebiusz Goździk      | Legia Warszawa        | b.d. | (brak danych) |  |
| 12   | Marian Philipp         | Górnik Rybnik         | b.d. | (brak danych) |  |
| 13   | Zdzisław Waliński      | Unia Leszno           | b.d. | (brak danych) |  |
| 14   | Andrzej Bartoszkiewicz | Unia Leszno           | b.d. | (brak danych) |  |
| 15   | Andrzej Pogorzelski    | Start Gniezno         | b.d. | (brak danych) |  |
| 16   | Kazimierz Bentke       | Ostrovia Ostrów       | b.d. | (brak danych) |  |

Uwagi – Euzebiusz Goździk za Wiesława Rutkowskiego oraz Andrzej Bartoszkiewicz za Jana Kusiaka